# Carl Spaatz
Carl Andrew Spaatz (ur. 28 czerwca 1891 w Boyertown w stanie Pensylwania, zm. 14 lipca 1974 w Waszyngtonie) – amerykański pilot wojskowy, generał Sił Powietrznych Stanów Zjednoczonych, szef sztabu US Air Force (1947–1948).
W 1914 ukończył Akademię Wojskową w West Point w stanie Nowy Jork. Krótko służył w piechocie, a w październiku 1915 został przydzielony do sekcji lotniczej U.S. Signal Corps.
Uczestnik I wojny światowej, obserwator wojskowy w Wielkiej Brytanii (1940–1941), szef lotnictwa armijnego, dowódca 8. Armii Lotniczej USA na europejskim teatrze działań wojennych, dowódca 12. Armii Lotniczej USA w Afryce Północnej i naczelny dowódca lotnictwa alianckiego w Afryce Północno-Zachodniej oraz zastępca naczelnego dowódcy lotnictwa sprzymierzonych na obszarze śródziemnomorskim.
Spaatz był obecny w Reims, gdy Niemcy poddali się Amerykanom i Brytyjczykom 7 maja 1945 roku. Był też w Berlinie, gdy Niemcy poddali się Rosjanom 9 maja 1945 roku oraz na pokładzie pancernika USS „Missouri” w Zatoce Tokijskiej, gdy Japończycy poddali się Amerykanom 2 września 1945 roku. Był jedynym człowiekiem w randze generała lub równoważnej, który był obecny na wszystkich tych trzech aktach kapitulacji.

## Odznaczenia
- Command Pilot Badge
- Krzyż za Wybitną Służbę
- Medal Sił Lądowych za Wybitną Służbę – trzykrotnie
- Legion of Merit
- Zaszczytny Krzyż Lotniczy
- Brązowa Gwiazda
- Medal Lotniczy
- Mexican Service Medal
- World War I Victory Medal
- Medal Kampanii Amerykańskiej
- Medal Kampanii Azji-Pacyfiku
- Medal Kampanii Europy-Afryki-Bliskiego Wschodu – sześciokrotnie
- Medal Zwycięstwa w II Wojnie Światowej
- Order Korony z Palmami (Belgia)
- Krzyż Wojenny z brązową palmą (Belgia)
- Wielki Oficer Legii Honorowej (Francja)
- Krzyż Wojenny z brązową palmą (Francja)
- Wielki Oficer Orderu Oranje-Nassau (Holandia)
- Krzyż Wielki Orderu św. Olafa (Norwegia)
- Krzyż Komandorski z Gwiazdą Orderu Odrodzenia Polski (Polska)
- Honorowy Rycerz Krzyża Wielkiego Orderu Imperium Brytyjskiego (Wielka Brytania) – klasa wojskowa
- Order Suworowa II klasy (ZSRR)